# Ivry Confluences
Ivry-Port
Ivry Confluences est un projet d'aménagement du quartier Ivry-Port, à Ivry-sur-Seine, autour de la place Léon-Gambetta, initié en 2008, et étalé sur plus de 20 ans,.
Situé entre les voies ferrées de la SNCF et les bords de Seine, le projet tire son nom de sa proximité avec la confluence de la Seine et de la Marne.
Le projet vise la construction de près de 6 000 logements en remplacement de friches industrielles et d'immeubles anciens, au sein d'un quartier de 10 000 habitants dont il devrait contribuer à doubler la population. On compte aussi la création d'activités économiques et équipements publics, dont deux écoles primaires et un collège.

## Ivry-Port

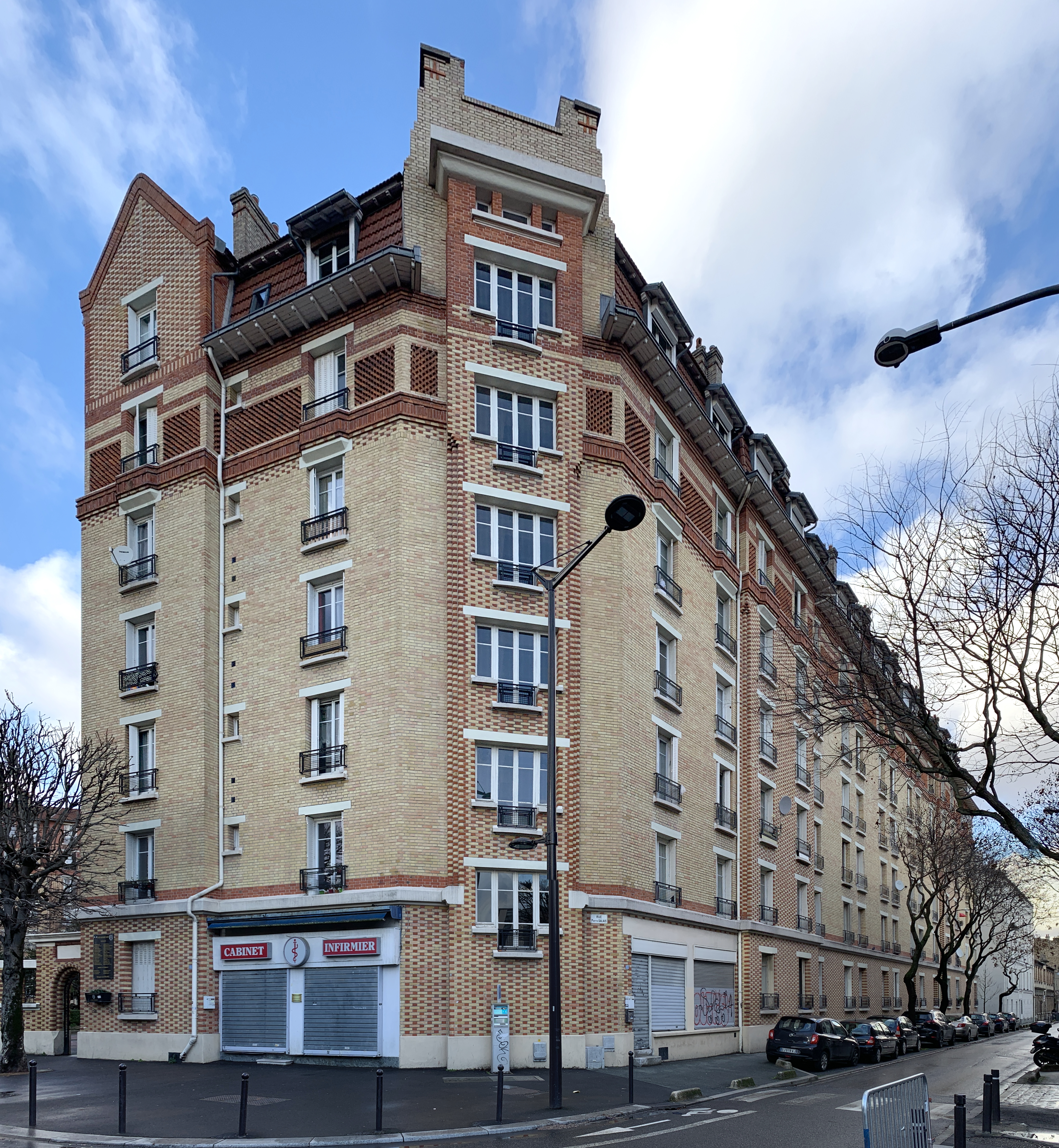
Anciennes habitations à bon marché de l'Insurrection, rue Pierre-Galais.

Le projet d'aménagement Ivry Confluences couvre presque l'intégralité du quartier Ivry-Port, le plus oriental de la commune d'Ivry-sur-Seine. Il s'agit d'un quartier populaire, séparé du reste de la ville par les voies de chemin de fer.
Le quartier compte en son sein une zone prioritaire de la politique de la ville, délimitée par la rue Westermeyer, la rue Molière, la rue Pierre-Rigaud et le boulevard Paul-Vaillant-Couturier. Il compte près de 5 400 habitants avec un taux de pauvreté de 48 % et 29 % de logements sociaux.

## Description
Son emprise s'étend sur 145 hectares,, soit un cinquième du territoire communal avec 1 300 000 m2 de surface à construire dont 50 % d’activités diversifiées, soit 650 000 m2, 40 % de logements (dont 5 % de logements spécifiques), 5 600 logements familiaux (la moitié en logement social) et 10 % d’équipements publics 130 000 m2.

## Déroulement du projet

### Réticences et contestation

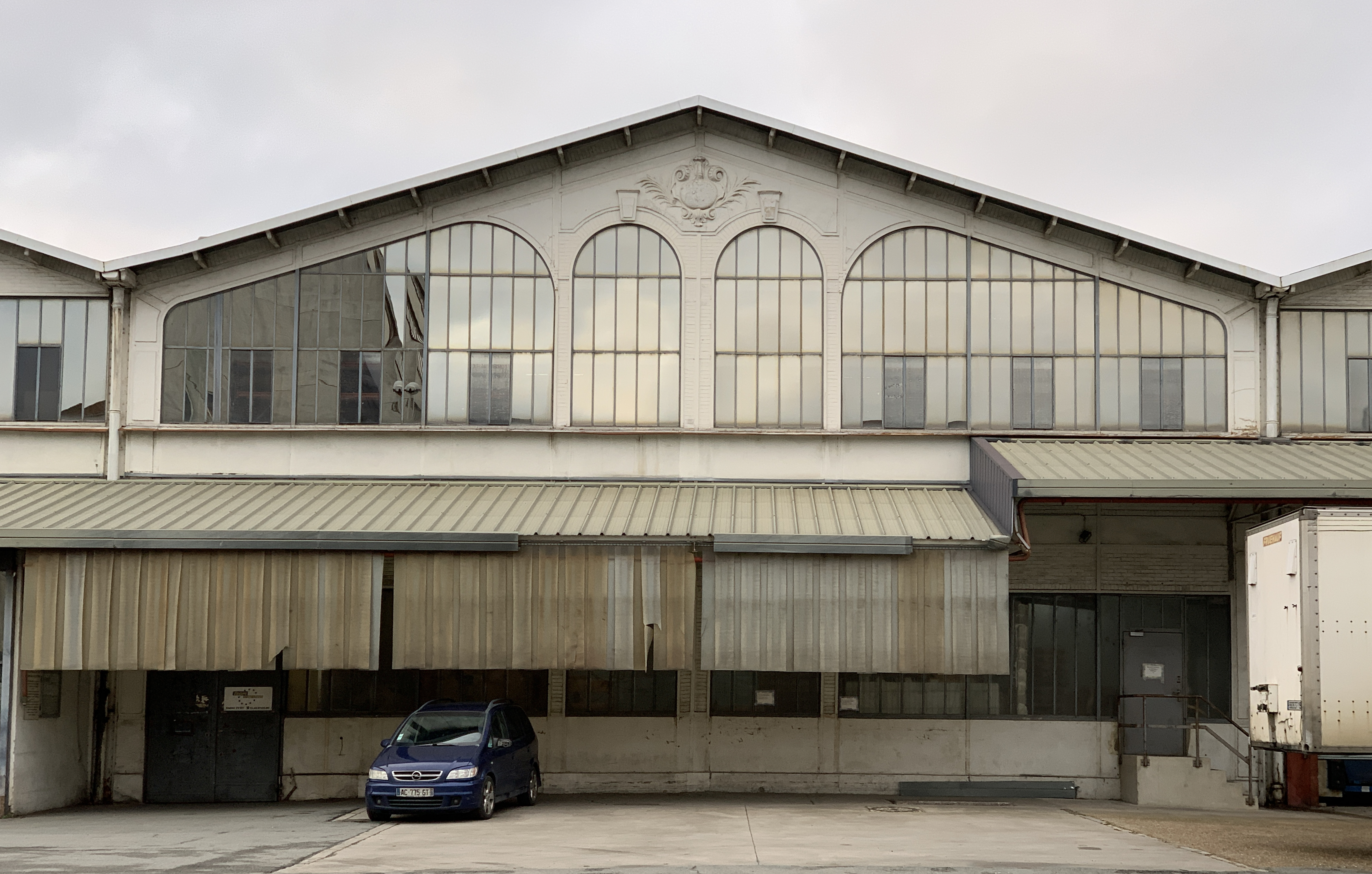
Ancienne fabrique de matelas Bauve, rue Maurice-Gunsbourg.

Par son ampleur, le projet — la plus grande opération de rénovation urbaine du département — et le nombre d'expropriations prévues ou en cours (environ 400) suscitent de nombreux débats. La crainte de voir un processus de gentrification se développer à l'échelle du quartier inquiète les habitants par l'augmentation du prix foncier ainsi que des phénomènes d’appropriation spatiale par les classes les plus aisées que cela pourrait entraîner,.

### Pollution des sols
Le projet, dont l'emprise couvre en grande majorité d'anciennes friches industrielles, est confronté à de nombreux problèmes de pollution des sols (hydrocarbures, métaux lourds, etc.).
Ainsi, le conseil départemental du Val-de-Marne a dû, en 2015, surseoir à l'ouverture du nouveau collège, construit sur le terrain d'une ancienne usine de lampes de Philips. Le collège, dont l'ouverture était prévue à la rentrée de septembre 2015, a vu celle-ci reportée depuis cette date, en raison de traces de pollution au mercure supérieures aux normes réglementaires. Des travaux de dépollution ont été entrepris mais n'ont toujours pas abouti.

### Fouilles archéologiques
Deux campagnes de fouilles archéologiques ont eu lieu sur le site des anciens entrepôts du Bazar de l'Hôtel de Ville (BHV). Une première parcelle d’une superficie de 16 000 m2, explorée d'avril à août 2014 par l'Institut national de recherches archéologiques préventives (INRAP) a révélé les vestiges d’une occupation humaine datant du Néolithique moyen, notamment deux fours domestiques, une hache polie en roche verte, jadéite du mont Viso  , une sépulture, de la céramique. La seconde phase de fouilles archéologiques de 10 000 m2 qui s’est achevée en fin d’année 2017 a donné lieu à des découvertes de vestiges néolithiques.
Une troisième campagne de fouilles est entreprise d'octobre 2020 à mars 2021 sur 5 000 m2 situés dans le quartier Confluences. Elle met au jour les emplacements de trous de poteaux d'une importante maison en bois de forme trapézoïdale présente à la confluence de la Seine et de la Marne à l'âge du Bronze ancien (vers -2200 avant notre ère), maison qui a probablement été déplacée par la suite,.
Une nouvelle campagne, d'avril à septembre 2023, met au jour des portions d’enceintes significatives de la culture de Cerny.

## Étapes d'urbanisation

### Premières réalisations

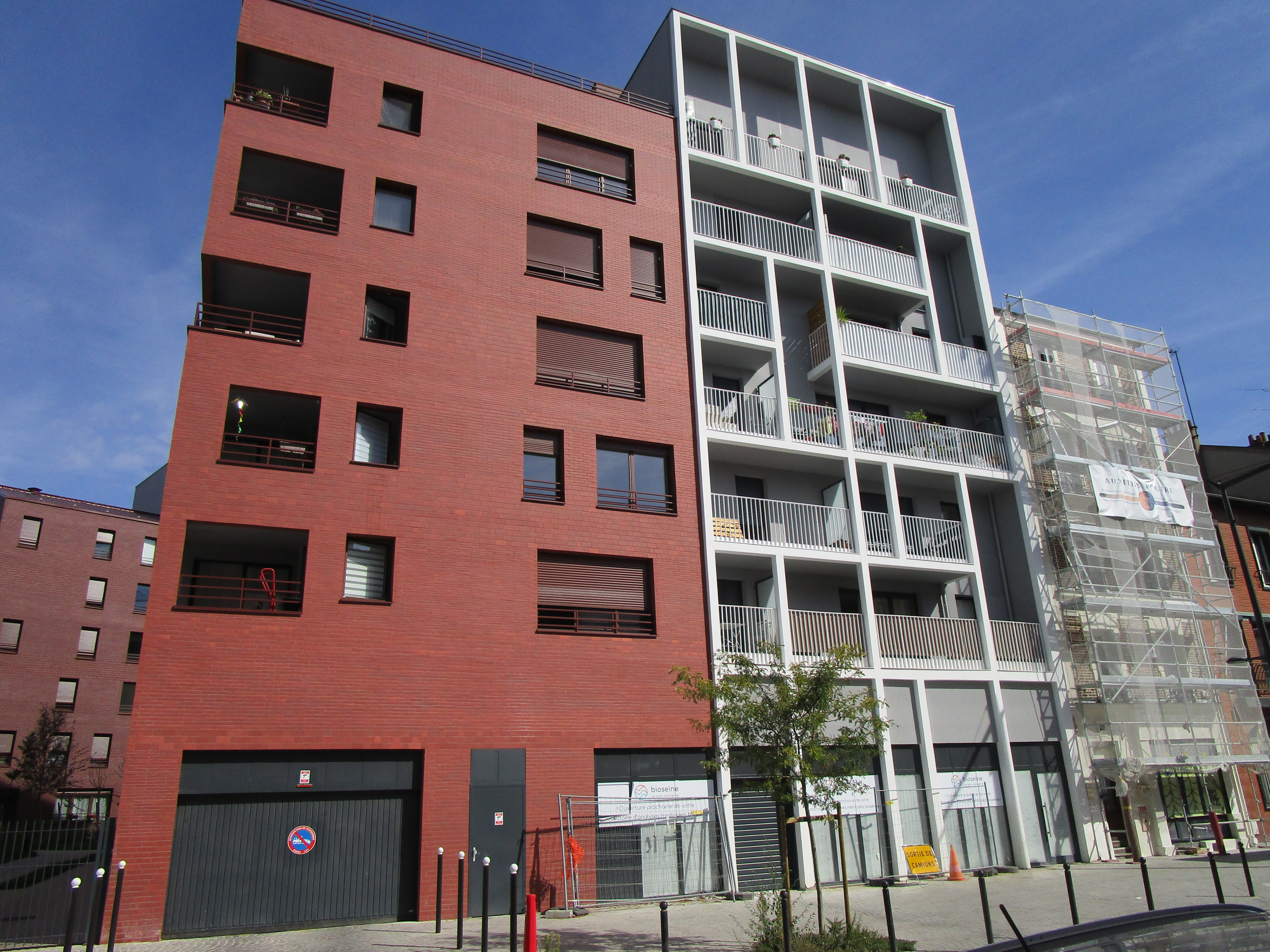
Ilot 2G2, boulevard de Brandebourg.

Il est constitué de plusieurs îlots :
- 2G2, entre le boulevard de Brandebourg et le boulevard Paul-Vaillant-Couturier, 144 logements achevés en 2022 dont 27 locatifs sociaux[16].
- 2I et 2J, entre le boulevard de Brandebourg et la rue Pierre-Rigaud, pour un total de 321 logements dont 116 sociaux. Le « Quai aux Grains » est inauguré en 2015 avec 174 logements tandis que « le Val » (100 logements) et « la Minoterie » (47 logements et bureaux d'entreprises) livrés en 2021[5].
- 2H1, entre la rue des Petits-Hôtels et le boulevard Paul-Vaillant-Couturier, 58 logements livrés en 2016 dont 19 sociaux[5].
- 2L, entre la rue Molière et la rue Jean-Jacques-Rousseau. La « villa Molière » est livrée en 2015, avec 122 logement dont 37 sociaux. La même année, le « Silver Innox » ou plateforme Charles Foix est ouverte avec des locaux destinés à la recherche et aux entreprises. La résidence Madeleine de 86 logements sociaux est inaugurée en 2019[5].
- 3I, rénovation des logements d'Électricité de France en 2015.
- 4, au sud du boulevard du Colonel-Fabien et à l'est du cours de l'Industrie. Ancien site des imprimeries du Monde, 367 logements dont 144 sociaux, ainsi que deux résidences hôtelières et étudiantes de 170 chambres chacune, achevés en 2021[17].
- 5K, situé au nord de la rue Nouvelle et à l'est de la rue Ampère. Il est constitué de 303 logements, dont la moitié de sociaux, achevés entre 2016 et 2021. Inaugurée en 2015, l'école primaire Rosalind-Franklin comprend une vingtaine de classes et accueille près de 500 élèves en 2022. On y trouve aussi une résidence étudiante de 135 chambres[18].

### Chantiers en cours

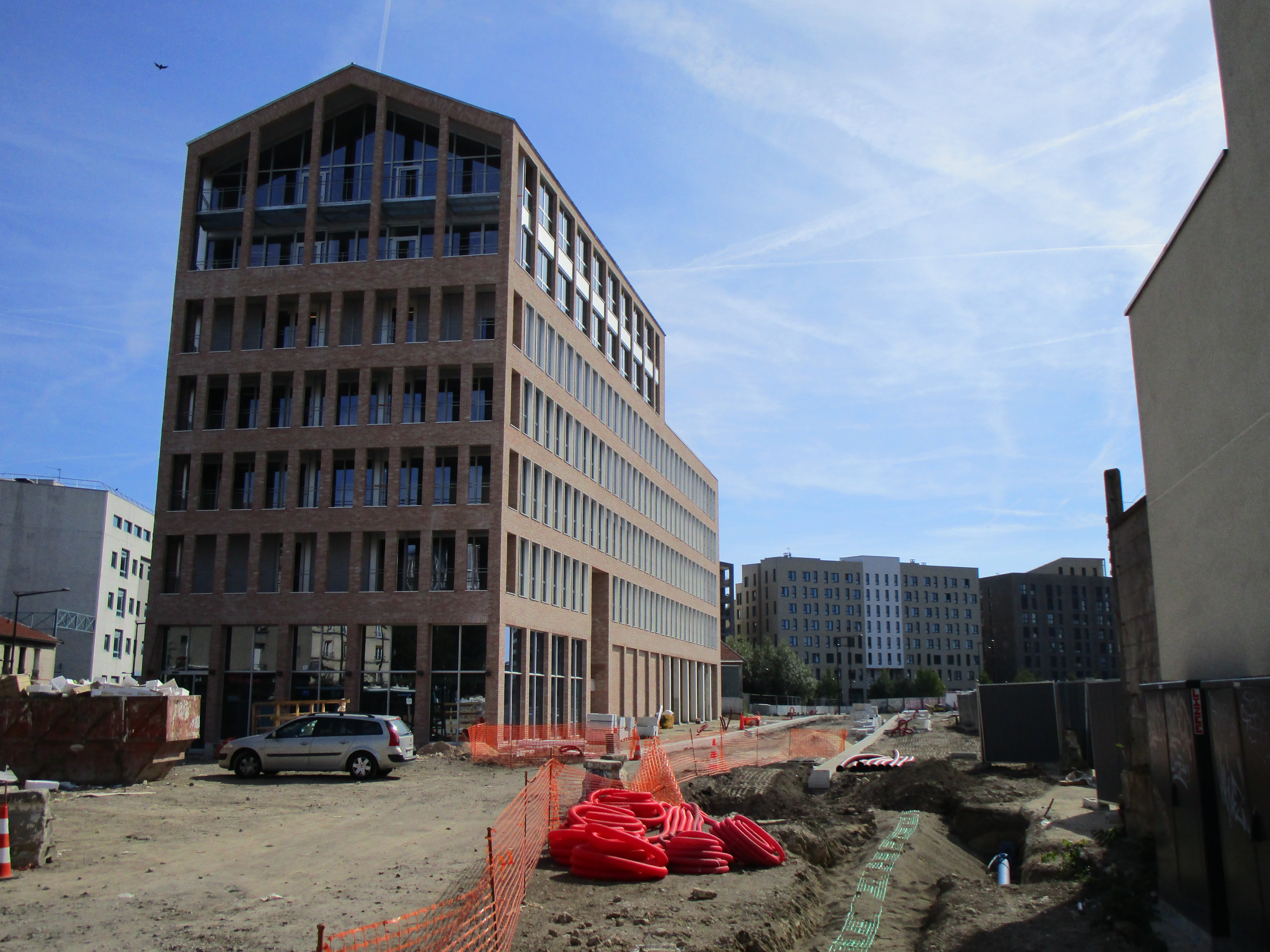
Constructions vues depuis la place Léon-Gambetta (ilot 4C2, immeuble de bureaux, logements sur les anciennes imprimeries du Monde en fond).

- 2D1, entre la rue Lénine et la rue Guillou, « studio Kremlin », studio de tournage dont une partie a été livrée en 2015 et une seconde prévue pour 2023[5].
- 3E, au sud-est de l’ancien site des entrepôts du BHV[19],[20], installés en 1926 dans les anciens locaux de la Compagnie française de matériel de chemin de fer, elle-même fondée en 1872. Inaugurée en 2022, l'école primaire Anne-Sylvestre comprend 25 classes et une résidence étudiante attenante de 280 chambres[21].
- 3J1, deux tours livrées d'ici 2023 à l'est de la rue Galilée, dont une de seize étages, pour 86 logements privés[22].
- 3H, cinq bâtiments pour 280 logements, dont un tiers social, livrés d'ici 2024 au nord de l'avenue de l'Industrie[23],[24].
- 3O, situé au nord du boulevard du Colonel-Fabien, et alloué au Crédit Agricole Immobilier[25]. D'ici 2022, deux immeubles contenant 55 logements dont 21 sociaux[5].
- 4C2, Yuri, immeuble de bureaux[5].
- 4D2, 43 logements privés en bord de Seine prévus pour 2023[5].
- 5C, situé entre l'avenue Jean-Jaurès et la rue des Lampes. Entre 2015 et 2017, quatre résidences sont construites avec un total de 455 logements, dont 154 sociaux. De plus, l'ilot inclut le réaménagement d'un ancien bâtiment industriel, les Halles Rigaud, et la construction de logements à venir[26].
- 5G, au nord de l'impasse Prudhon, 370 logements. 160 sont inaugurés en 2016, dont 54 sociaux et 210 privés prévus pour 2024[27].
- Ilot Saint-Raphaël, à l'angle de la rue Galilée et du quai Auguste-Deshaies, résidence étudiante[5].

### Projet à venir
- Lot 1, plus de 30 000 m2 de bureaux entre la rue Molière et les voies de chemin de fer[5].
- 1E2, 11 rue de la gare, 16 logements en « habitat participatif »[5].
- 3B, à l'est de la rue Moïse, environ 200 logements ainsi que bureaux et commerces[5].
- 3C, au nord du boulevard Paul-Vaillant-Couturier, sont prévus 180 logements dont 70 sociaux pour un premier ilot et 218 dont 83 sociaux pour un second, au sud de l'avenue de l'Industrie[5].
- 4E, derrière l’ancienne usine des eaux de Paris, le long de la rue Maurice-Gunsbourg[28], anciennement rue Franklin[29]. D'ici 2025, l'ilot doit accueillir un parc de 5 700 m2, des commerces et 384 logements, dont un tiers social[30].
- 4G, à l'est du cours de l'Industrie. Sont prévus 513 logements en terrasses orientés vers la Seine, dont 202 sociaux[31].
- 5F, futur collège Assia Djebar pour 600 élèves[32].
- « Manufacture sur Seine », environ 500 logements à venir avec réhabilitations de friches industrielles[5].

### Suivi global des projets
L'ensemble des projets immobilier de la ZAC Ivry Confluence est a retrouver sur la carte interactive proposée par l'association Urbanicc. Cette carte a été mise en ligne pour rendre le projet urbain et ses enjeux compréhensibles par tous, en favorisant une mise à disposition claire et accessible de l’information.